# Isabelle Yacoubou
Isabelle Yacoubou, född den 21 april 1986 i Godomey, Benin, är en fransk före detta basketspelare som tog OS-silver i dambasket vid olympiska sommarspelen 2012 i London.